# Beni Douala
Beni Douala är en ort i Algeriet. Den ligger i provinsen Tizi Ouzou, i den norra delen av landet, 90 km öster om huvudstaden Alger. Beni Douala ligger 804 meter över havet och antalet invånare är 33 611.